# Varė
Varė je říčka v Litvě, v Žemaitsku. Teče v okrese Šilalė. Je to pravý přítok řeky Akmenynas. Pramení na severovýchod od vsi Varsėdžiai, nedaleko od dálnice A1 Klaipėda - Vilnius. Teče jihozápadním směrem. Při soutoku s řekou Akmenynas je obec Varsėdžiai, která podle ní dostala jméno: první část Var- je od říčky Varė, druhá část -sėdžiai znamená: ti, kteří se usadili u (Varė), kteří zde mají sídlo. Do Akmenyna se vlévá 6,6 km od jeho ústí do Akmeny jako jeho pravý přítok. Po melioračních pracích v polovině 20. století z původního koryta bezmála nic nezbylo, říčka je plně regulovaná, její tok včetně místa přítoku do Akmenyna byl o několik set metrů přeložen, její bývalý přítok jménem Šūdupis po melioračních pracích zcela zanikl.

## Přítoky
- Viekvedys a bývalý: Šūdupis